# Britz (Barnim)
Britz is een gemeente in de Duitse deelstaat Brandenburg, en maakt deel uit van het Landkreis Barnim.
Britz telt 2.137 inwoners.

## Verkeer en vervoer

### Spoorwegen
Britz heeft een station, station Britz, aan de spoorlijn Berlijn - Szczecin. Daar buigt ook de spoorlijn Britz – Fürstenberg af richting Joachimsthal